# Agbogbloshie
5°32′51″N 0°13′25″W

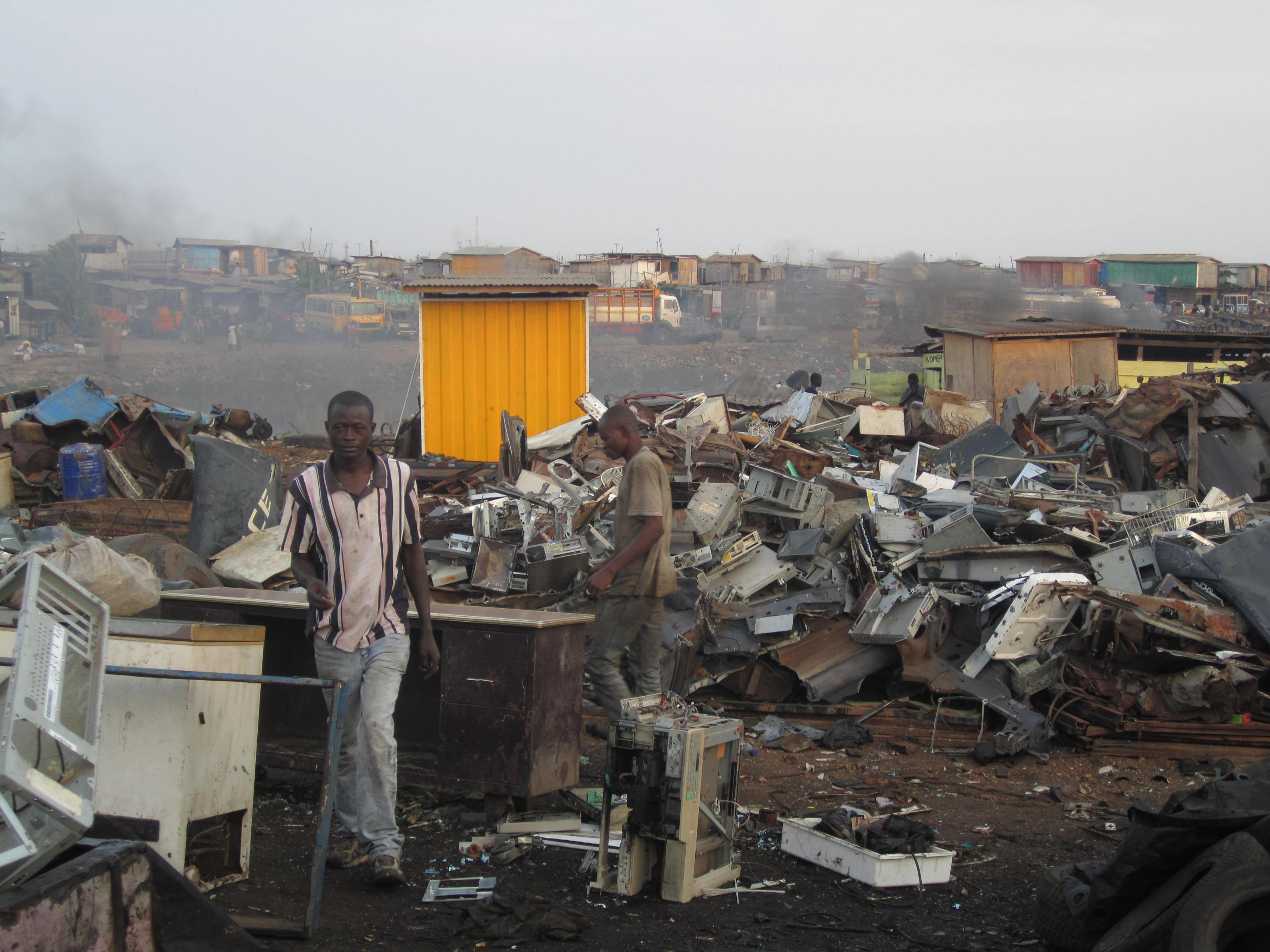
Ghanesi al lavoro tra i fumi della discarica di Agbogbloshie

Agbogbloshie è un suburbio della città africana di Accra, capitale del Ghana. L'agglomerato urbano copre circa quattro acri ed è situato sulle sponde della Laguna di Korle, nella zona ovest della città. Gli abitanti dell'area sono circa 40000, in gran parte provenienti da aree rurali del paese. A causa delle difficili condizioni di vita e della criminalità dilagante, l'area è spesso soprannominata "Sodoma e Gomorra" dai mass media.
La località è nota per la presenza di un sito che ospita una grande discarica di rifiuti elettronici e tecnologici, in cui convergono materiali provenienti da Paesi occidentali del primo mondo, frutto di importazione legale o illegale.
Il materiale accumulato, stimato in milioni di tonnellate di nuovi rifiuti tecnologici ogni anno, è oggetto di intenso sfruttamento da parte della popolazione locale, impegnata nel riciclaggio di metalli, come il rame, che conservano un certo valore.
L'attività di riciclaggio di tali rifiuti comporta tuttavia problemi di impatto ambientale, dal momento che le persone che attingono alla discarica estraggono i metalli come rame, oro, argento, alluminio, ferro, platino, stagno, piombo dando fuoco ai pezzi abbandonati per eliminarne le parti in plastica: ne risulta un notevole inquinamento dell'ambiente dovuto ai fumi liberati dai roghi. La situazione è resa ancora peggiore dal fatto che i terreni che circondano la discarica sono utilizzati come insediamenti abitativi e per il pascolo del bestiame di allevamento.